# 2.ª etapa da Volta a Espanha de 2021
A 2.ª etapa da Volta a Espanha de 2021 teve lugar a 15 de agosto de 2021 entre Caleruega e Burgos sobre um percurso de 166,7 km e foi vencida pelo belga Jasper Philipsen da equipa Alpecin-Fenix. O esloveno Primož Roglič conseguiu manter a liderança.

## Classificação da etapa
| Caleruega - Burgos | etapa plana | (166,7 km) |

| \| Classificação por etapas \| Classificação por etapas \| Classificação por etapas \| Classificação por etapas \| Classificação por etapas \| \| Ciclista \| Ciclista \| Equipe \| Tempo \| \| \| ------------------------ \| ------------------------ \| ---------------------------------- \| ------------------------ \| ------------------------ \| \| 1. \| Jasper Philipsen \| Alpecin-Fenix \| 3h58m57s \| \| \| 2. \| Fabio Jakobsen \| Deceuninck-Quick Step \| + 0s \| \| \| 3. \| Michael Matthews \| BikeExchange \| + 0s \| \| \| 4. \| Juan Sebastián Molano \| UAE Team Emirates \| + 0s \| \| \| 5. \| Alex Aranburu \| Astana-Premier Tech \| + 0s \| \| \| 6. \| Jon Aberasturi \| Caja Rural-Seguros RGA \| + 0s \| \| \| 7. \| Martin Laas \| Bora-Hansgrohe \| + 0s \| \| \| 8. \| Riccardo Minali \| Intermarché-Wanty-Gobert Matériaux \| + 0s \| \| \| 9. \| Florian Vermeersch \| Lotto-Soudal \| + 0s \| \| \| 10. \| Piet Allegaert \| Cofidis \| + 0s \| \| |                       |                                    |          |
| |                       |                                    |          |
| Fonte: ProCyclingStats |                       |                                    |          |
| Classificação por etapas |                       |                                    |          |
| Ciclista | Ciclista              | Equipe                             | Tempo    |
| 1. | Jasper Philipsen      | Alpecin-Fenix                      | 3h58m57s |
| 2. | Fabio Jakobsen        | Deceuninck-Quick Step              | + 0s     |
| 3. | Michael Matthews      | BikeExchange                       | + 0s     |
| 4. | Juan Sebastián Molano | UAE Team Emirates                  | + 0s     |
| 5. | Alex Aranburu         | Astana-Premier Tech                | + 0s     |
| 6. | Jon Aberasturi        | Caja Rural-Seguros RGA             | + 0s     |
| 7. | Martin Laas           | Bora-Hansgrohe                     | + 0s     |
| 8. | Riccardo Minali       | Intermarché-Wanty-Gobert Matériaux | + 0s     |
| 9. | Florian Vermeersch    | Lotto-Soudal                       | + 0s     |
| 10. | Piet Allegaert        | Cofidis                            | + 0s     |

## Classificações ao final da etapa

### Classificação geral
| \| Classificação geral \| Classificação geral \| Classificação geral \| Classificação geral \| Classificação geral \| \| Ciclista \| Ciclista \| Equipe \| Tempo \| \| \| ------------------- \| ------------------- \| --------------------- \| ------------------- \| ------------------- \| \| 1. \| Primož Roglič \| Jumbo-Visma \| 4h07m29s \| \| \| 2. \| Alex Aranburu \| Astana-Premier Tech \| + 4s \| \| \| 3. \| Michael Matthews \| BikeExchange \| + 10s \| \| \| 4. \| Josef Černý \| Deceuninck-Quick Step \| + 10s \| \| \| 5. \| Dylan van Baarle \| Ineos Grenadiers \| + 11s \| \| \| 6. \| Andrea Bagioli \| Deceuninck-Quick Step \| + 12s \| \| \| 7. \| Aleksandr Vlasov \| Astana-Premier Tech \| + 14s \| \| \| 8. \| Jan Polanc \| UAE Team Emirates \| + 15s \| \| \| 9. \| Sepp Kuss \| Jumbo-Visma \| + 15s \| \| \| 10. \| Chad Haga \| Team DSM \| + 17s \| \| |                  |                       |          |
| |                  |                       |          |
| Fonte: ProCyclingStats |                  |                       |          |
| Classificação geral |                  |                       |          |
| Ciclista | Ciclista         | Equipe                | Tempo    |
| 1. | Primož Roglič    | Jumbo-Visma           | 4h07m29s |
| 2. | Alex Aranburu    | Astana-Premier Tech   | + 4s     |
| 3. | Michael Matthews | BikeExchange          | + 10s    |
| 4. | Josef Černý      | Deceuninck-Quick Step | + 10s    |
| 5. | Dylan van Baarle | Ineos Grenadiers      | + 11s    |
| 6. | Andrea Bagioli   | Deceuninck-Quick Step | + 12s    |
| 7. | Aleksandr Vlasov | Astana-Premier Tech   | + 14s    |
| 8. | Jan Polanc       | UAE Team Emirates     | + 15s    |
| 9. | Sepp Kuss        | Jumbo-Visma           | + 15s    |
| 10. | Chad Haga        | Team DSM              | + 17s    |

### Classificação por pontos
| Classificação por pontos | Classificação por pontos | Classificação por pontos | Classificação por pontos | Classificação por pontos |
| Ciclista                 | Ciclista                 | Equipe                   | Pontos                   |                          |
| ------------------------ | ------------------------ | ------------------------ | ------------------------ | ------------------------ |
| 1.                       | Jasper Philipsen         | Alpecin-Fenix            | 50 pts                   |                          |
| 2.                       | Fabio Jakobsen           | Deceuninck-Quick Step    | 50 pts                   |                          |
| 3.                       | Alex Aranburu            | Astana-Premier Tech      | 50 pts                   |                          |
| 4.                       | Michael Matthews         | BikeExchange             | 27 pts                   |                          |
| 5.                       | Primož Roglič            | Jumbo-Visma              | 20 pts                   |                          |
| 6.                       | Juan Sebastián Molano    | UAE Team Emirates        | 18 pts                   |                          |
| 7.                       | Bert Van Lerberghe       | Deceuninck-Quick Step    | 15 pts                   |                          |
| 8.                       | Jan Tratnik              | Bahrain Victorious       | 15 pts                   |                          |
| 9.                       | Jon Aberasturi           | Caja Rural-Seguros RGA   | 14 pts                   |                          |
| 10.                      | Omar Fraile              | Astana-Premier Tech      | 13 pts                   |                          |

### Classificação da montanha
| Classificação da montanha | Classificação da montanha | Classificação da montanha | Classificação da montanha | Classificação da montanha |
| Ciclista                  | Ciclista                  | Equipe                    | Pontos                    |                           |
| ------------------------- | ------------------------- | ------------------------- | ------------------------- | ------------------------- |
| 1.                        | Sepp Kuss                 | Jumbo-Visma               | 3 pts                     |                           |
| 2.                        | Sep Vanmarcke             | Israel Start-Up Nation    | 2 pts                     |                           |
| 3.                        | Rui Oliveira              | UAE Team Emirates         | 1 pt                      |                           |

### Classificação dos jovens
| Classificação dos jovens | Classificação dos jovens | Classificação dos jovens | Classificação dos jovens | Classificação dos jovens |
| Ciclista                 | Ciclista                 | Equipe                   | Tempo                    |                          |
| ------------------------ | ------------------------ | ------------------------ | ------------------------ | ------------------------ |
| 1.                       | Andrea Bagioli           | Deceuninck-Quick Step    | 4h07m41s                 |                          |
| 2.                       | Aleksandr Vlasov         | Astana-Premier Tech      | + 2s                     |                          |
| 3.                       | Clément Champoussin      | AG2R Citroën Team        | + 8s                     |                          |
| 4.                       | Gino Mäder               | Bahrain Victorious       | + 11s                    |                          |
| 5.                       | Florian Vermeersch       | Lotto-Soudal             | + 13s                    |                          |
| 6.                       | Egan Bernal              | Ineos Grenadiers         | + 15s                    |                          |
| 7.                       | Mauri Vansevenant        | Deceuninck-Quick Step    | + 16s                    |                          |
| 8.                       | Tobias Bayer             | Alpecin-Fenix            | + 21s                    |                          |
| 9.                       | Alberto Dainese          | Team DSM                 | + 26s                    |                          |
| 10.                      | Fabio Jakobsen           | Deceuninck-Quick Step    | + 33s                    |                          |

### Classificação por equipas
| Classificação por equipes | Classificação por equipes | Classificação por equipes | Classificação por equipes |
| Equipe                    | Equipe                    | Tempo                     |                           |
| ------------------------- | ------------------------- | ------------------------- | ------------------------- |
| 1.                        | Jumbo-Visma               | 12h23m04s                 |                           |
| 2.                        | Astana-Premier Tech       | + 6s                      |                           |
| 3.                        | Deceuninck-Quick Step     | + 10s                     |                           |
| 4.                        | Bahrain Victorious        | + 13s                     |                           |
| 5.                        | Ineos Grenadiers          | + 16s                     |                           |
| 6.                        | Team DSM                  | + 20s                     |                           |
| 7.                        | UAE Team Emirates         | + 22s                     |                           |
| 8.                        | Movistar Team             | + 26s                     |                           |
| 9.                        | Bora-Hansgrohe            | + 41s                     |                           |
| 10.                       | Team BikeExchange         | + 45s                     |                           |

## Abandonos
Nenhum.